# Smokey Robinson
Smokey Robinson, pseudonimo di William Robinson Jr. (Detroit, 19 febbraio 1940), è un cantante statunitense, autore di musica rhythm and blues e soul.
Robinson è noto per essere uno degli artisti più fortemente legati all'etichetta Motown Records, secondo solo al fondatore, Berry Gordy. Robinson ha portato, da solista o da componente del gruppo The Miracles, sempre della Motown, ben trentasette singoli nella "Top 40" tra il 1960 e il 1987, e fu vicepresidente della compagnia dal 1961 al 1988.

## Biografia

### I primi anni e la formazione dei Miracles
Smokey Robinson nacque e visse a Detroit, nella periferia nord, e ancora bambino fu soprannominato "Smokey Joe" da suo zio, che volle dargli un nomignolo da cowboy a causa del suo amore per i film western. Più tardi, da ragazzo, il soprannome fu abbreviato in "Smokey". Nel 1955 Robinson fondò un gruppo, chiamandolo i Five Chimes, insieme al suo migliore amico Ronald White e i compagni di classe Pete Moore, Clarence Dawson e James Grice. Nel 1957 il gruppo si chiamò i Matadors e incluse i cugini Emerson e Bobby Rogers al posto di Dawson e Grice. In seguito Emerson fu sostituito dalla sorella Claudette Rogers, poi divenuta moglie di Robinson, e il chitarrista Marv Tarplin si unì al gruppo nel 1958.
Con Robinson come voce principale, i Matadors iniziarono a esibirsi sulla scena di Detroit. Nel 1958 Robinson conobbe l'autore musicale Berry Gordy, che scrisse con loro il singolo Got a Job, una "canzone risposta" al successo dei Silhouettes, Get a Job. Il gruppo cambiò ancora nome in Miracles e pubblicò dischi sia con la End Records che con la Chess Records, prima che Robinson suggerisse a Gordy di creare un'etichetta in proprio.
Nel 1959 Gordy fondò la Tamla Records, che presto rinominò Motown. I Miracles furono tra i primi a firmare un contratto con la casa. Gordy e Robinson agivano in maniera sinergica: Robinson poneva le fondamenta del successo della Motown e Gordy faceva da mentore al giovane e inesperto cantante e compositore. Nel 1961 Gordy nominò Robinson vicepresidente della Motown Records, carica abbandonata solo quando Gordy stesso lasciò la ditta, nel 1988.

### Motown e i "The Miracles"
Il singolo del 1960 Shop Around fu il primo numero uno della Motown nella classifica R&B e il primo grande successo per i Miracles. Fu anche il primo singolo Motown a vendere più di un milione di copie. Ottennero molti altri successi negli anni, tra cui Who's Loving You (1960), You've Really Got a Hold on Me (1962), What's So Good About Goodbye (1962), Mickey's Monkey (1963), Ooo Baby Baby (1965), The Tracks of My Tears (1965), Going to a Go-Go (1965), (Come Round Here) I'm The One You Need (1966), More Love (1967), I Second That Emotion (1967), If You Can Want (1968), Baby Baby Don't Cry (1969), e il pezzo più noto anche fuori dagli USA, The Tears of a Clown (1970).
Robinson scrisse e produsse anche numerosi singoli di successo e canzoni di album per altri artisti Motown. Mary Wells ebbe un notevole successo con My Guy (1964); Robinson fu il principale autore e produttore dei Temptations dal 1963 al 1966, componendo pezzi come The Way You Do the Things You Do, My Girl, Since I Lost My Baby e Get Ready. Tra le altre opere di Robinson per la Motown ci sono Still Water (Love), eseguita dai The Four Tops, Don't Mess with Bill e My Baby Must Be a Magician delle Marvelettes, When I'm Gone di Brenda Holloway, Ain't That Peculiar e I'll Be Doggone di Marvin Gaye, e First I Look At the Purse dei The Contours.
Bob Dylan, compositore egli stesso, definì Robinson «il più grande poeta vivente d'America», le sue celebri ballate gli procurarono anche il titolo di «poeta laureato d'amore d'America». Lungo la sua carriera musicale cinquantennale, Robinson ha al suo attivo più di quattromila canzoni. John Lennon dei Beatles citò moltissime volte Robinson come una delle influenze sulla propria musica. In un'intervista del 1969, Lennon affermava che una delle sue canzoni preferite era I've Been Good to You dei Miracles, che ha un testo simile a quello di Sexy Sadie di Lennon. Anche George Harrison ammirava molto Robinson e gli rese omaggio con la canzone del 1976 Pure Smokey.
Robinson si sposò con Claudette Rogers; i loro due figli furono chiamati entrambi ispirandosi alla Motown: il maschio ebbe per nome Berry, come il fondatore della compagnia, e la femmina Tamla, il nome originario della Motown.
I Miracles rimasero tra gli artisti principali della Motown per tutti gli anni sessanta. Gli album furono pubblicati con il nome di Smokey Robinson & the Miracles dopo il 1965. Verso il 1969 le fortune del gruppo iniziarono a declinare e Robinson vi si impegnava di meno, dedicandosi di più alla famiglia e al suo lavoro da vicepresidente. Il gruppo smise di incidere dischi e Robinson era deciso a uscirne quando, inaspettatamente, la canzone The Tears of a Clown, registrata nel 1966 ma pubblicata come singolo nel 1970, arrivò in cima alle classifiche sia negli USA che nel Regno Unito.
A causa del sorprendente successo di The Tears of a Clown, Robinson si convinse a restare con i Miracles per qualche tempo ancora. Nel 1972 però seguì le sue intenzioni originarie di lasciare il gruppo, e i Miracles intrapresero una tournée di addio di sei mesi. Il 16 luglio 1972 Smokey e Claudette Robinson tennero la loro ultima esibizione come componenti dei Miracles e Robinson presentò la nuova voce principale del gruppo, Billy Griffin. I Miracles continuarono ancora per qualche anno, ottenendo un altro numero uno nel 1976 con il singolo Love Machine.

### Una carriera da solista di successo
Smokey Robinson iniziò una carriera solista in tono minore, concentrandosi piuttosto sulle sue occupazioni da vicepresidente della Motown, pubblicando il suo primo album solista, Smokey, nel 1973. Il suo primo singolo di successo, Sweet Harmony (1973), fu dedicato ai Miracles.
Nel 1975 la carriera solista di Robinson entrò in una fase più intensa dopo l'arrivo al numero uno della classifica R&B della sua canzone Baby That's Backatcha. Il singolo di Robinson del 1976, Quiet Storm, e il susseguente album definirono lo stile morbido e lento di R&B che oggi viene chiamato "quiet storm". Altri singoli di successo di Robinson furono Cruisin’ (1979), Being with You (numero uno nel Regno Unito) (1981), Tell Me Tomorrow (1982) ed Ebony Eyes, un duetto con Rick James (1983). Incise inoltre la colonna sonora del film Big Time (1977).

### Gli ultimi anni
Nel 1985 Robinson partecipò a Usa for Africa cantando We are the World con altri 45 artisti tra cui Michael Jackson, Lionel Richie, Stevie Wonder e Bruce Springsteen. Il brano, che ebbe un notevole successo in tutto il mondo, servì a raccogliere fondi di beneficenza contro la fame nell'Africa Orientale. Nella seconda metà degli anni ottanta cadde preda della tossicodipendenza da cocaina. Incise pochi dischi e il suo matrimoniò con Claudette si deteriorò: i due divorziarono nel 1986. Con l'appoggio dell'amico Leon Kennedy (come descritto da Robinson stesso nell'autobiografia Smokey), riuscì faticosamente a guarire dalla droga grazie a un centro d'aiuto religioso, e ricominciò a incidere con successo, piazzando nel 1987 due canzoni nei "Top 10" pop, One Heartbeat e Just to See Her, che vinse anche un Grammy Award. Sempre nel 1987, il gruppo inglese ABC contribuì molto alla sua fama portando al successo una loro canzone omaggio a Robinson, intitolata When Smokey Sings. Nel 1988 Robinson pubblicò la sua autobiografia, Smokey, e fece il suo ingresso alla Rock and Roll Hall of Fame.
Quando la Motown fu comprata dalla MCA nel 1988, Robinson si dimise da vicepresidente. Dopo un ultimo album con l'etichetta, Love, Smokey (1990), Robinson abbandonò la compagnia. Pubblicò un disco con la SBK Records, Double Good Everything nel 1991, lo stesso anno vinse un Soul Train Music Award alla carriera. Otto anni dopo, tuttavia, tornò alla Motown, che era divenuta nel frattempo una consociata della Universal Music Group, pubblicando Intimate (1999). Lo stesso anno ricevette un Grammy Award alla carriera.
Da allora Smokey ha continuato a esibirsi in tournée regolarmente. Ha pubblicato un LP gospel, Food for the Spirit, nel 2004. Un nuovo album di classici pop della prima metà del XX secolo, Timeless Love, vide la luce nel giugno 2006. Era stato in origine inciso con strumentazione jazz, ma furono quindi aggiunti strumenti a corda, dando un tocco più lussuoso al suono ma perdendo l'atmosfera jazz.
Nel 2004 una società di Robinson, la SFGL Foods, lanciò una propria versione di gumbo, una specie di zuppa, chiamata "Smokey Robinson's 'The Soul is in the Bowl' Gumbo".
Nel maggio 2006 la Howard University conferì a Robinson il doctorate honoris causa in musica.
Robinson ha cantato The Tracks of My Tears in un'apparizione nel film del 2006 Last Holiday.
L'11 febbraio 2007 ha cantato Tracks of My Tears alle premiazioni dei Grammy Award, come parte dell'omaggio alla musica R&B a cui partecipavano Lionel Richie, anch'egli artista Motown, e Chris Brown.

## Smokey Robinson nella cultura di massa
- George Harrison scrisse una canzone intitolata Pure Smokey, in omaggio a Robinson. Fu inserita nell'album di Harrison del 1976, Thirty-Three & 1/3.
- La sua canzone The Love I Saw in You Was Just a Mirage è inclusa nel film American Gigolò del 1980, nella celeberrima scena in cui Richard Gere sceglie gli abiti da indossare.
- Nel film di guerra Platoon del 1986, di Oliver Stone, la canzone dei Miracles Tracks of my Tears suona durante la scena nello pseudo night club.
- Nel 1987 il gruppo ABC incise una canzone omaggio a Robinson, intitolata When Smokey Sings, che fa riferimento alla sua influenza sull'industria musicale. La canzone ebbe un notevole successo, entrando nella "Top Ten". Curiosamente, lo stesso Smokey aveva una propria canzone nella "Top Ten" di Billboard quella stessa settimana. Si disse[senza fonte] che era la prima volta nella storia della musica che ci fossero in classifica contemporaneamente una canzone di un artista e una canzone che era un omaggio a questo stesso artista.
- Smokey Robinson è citato nella versione statunitense della serie televisiva The Office: nell'episodio 22 dell'ottava stagione, del 2012, dal titolo Fundraiser (in italiano Raccolta fondi), Ryan Howard apprende della morte di Smokey Robinson da una falsa notizia circolata online e millanta l'amore per il grande cantante; incalzato da Pam, Ryan dimostra di conoscere soltanto la notissima Tracks of My Tears.

## Discografia da solista

### Album
Tamla (pubblicazioni Motown)
- 1973: Smokey
- 1974: Pure Smokey
- 1975: A Quiet Storm
- 1976: Smokey's Family Robinson
- 1977: Deep in My Soul
- 1977: Big Time Colonna sonora
- 1978: Love Breeze
- 1978: Smokin'
- 1979: Where There's Smoke...
- 1980: Warm Thoughts
- 1981: Being with You
- 1982: Yes It's You Lady
- 1983: Touch the Sky
- 1984: Essar
- 1986: Smoke Signals

Motown
- 1987: One Heartbeat
- 1990: Love, Smokey

Altre etichette
- 1991: Double Good Everything (SBK Records)
- 1999: Intimate (Universal Records)
- 1999: Our Very Best Christmas (Universal Records)
- 2004: Food for the Spirit (Liquid 8 Records)
- 2006: Timeless Love (Universal Records)
- 2025: What The World Needs Now

### Singoli
- 1973 - Sweet Harmony
- 1974 - Baby Come Close
- 1975 - Baby That's Backatcha
- 1975 - I Am I Am
- 1975 - The Agony and the Ecstasy
- 1976 - Open
- 1976 - Quiet Storm
- 1977 - There Will Come a Day (I'm Gonna Happen to You)
- 1978 - Daylight and Darkness
- 1979 - Cruisin'
- 1979 - Get Ready
- 1980 - Let Me Be the Clock
- 1981 - Being With You
- 1981 - You Are Forever
- 1982 - Old-Fashioned Love
- 1982 - Tell Me Tomorrow
- 1983 - Blame It on Love
- 1987 - Just to See Her
- 1987 - One Heartbeat
- 1987 - What's Too Much